# Ōza 2011
L'Ōza 2011 è stata la cinquantanovesima edizione del torneo goistico giapponese Ōza.

## Svolgimento

### Fase preliminare
La fase preliminare serve a determinare chi accede al torneo per la selezione dello sfidante. Consiste in una serie di tornei preliminari iniziali, i cui vincitori si qualificano al torneo per la determinazione dello sfidante.
- W indica vittoria col bianco
- B indica vittoria col nero
- X indica la sconfitta
- +R indica che la partita si è conclusa per abbandono
- +N indica lo scarto dei punti a fine partita
- +F indica la vittoria per forfeit
- +T indica la vittoria per timeout
- +? indica una vittoria con scarto sconosciuto
- V indica una vittoria in cui non si conosce scarto e colore del giocatore

|  | Primo turno        | Primo turno        | Primo turno |  |  | Secondo turno    | Secondo turno    | Secondo turno  |  |            | Semifinali | Semifinali | Semifinali |  |  | Finale | Finale | Finale |
|  |                    |                    |             |  |  |                  |                  |                |  |            |            |            |            |  |  |        |        |        |
|  | Naoki Hane         | Naoki Hane         | B+1,5       |  |  |                  |                  |                |  |            |            |            |            |  |  |        |        |        |
|  | Satoru Kobayashi   | Satoru Kobayashi   |             |  |  | Naoki Hane       | Naoki Hane       | W+R            |  |            |            |            |            |  |  |        |        |        |
|  | Norimoto Yoda      | Norimoto Yoda      |             |  |  | Cho Chikun       | Cho Chikun       |                |  |            |            |            |            |  |  |        |        |        |
|  | Cho Chikun         | Cho Chikun         | W+R         |  |  |                  |                  |                |  | Naoki Hane | Naoki Hane | W+R        |            |  |  |        |        |        |
|  | So Yokoku          | So Yokoku          |             |  |  |                  | Tetsuya Mitani   | Tetsuya Mitani |  |            |            |            |            |  |  |        |        |        |
|  | Daisuke Murakawa   | Daisuke Murakawa   | W+R         |  |  | Daisuke Murakawa | Daisuke Murakawa |                |  |            |            |            |            |  |  |        |        |        |
|  | Tetsuya Mitani     | Tetsuya Mitani     | B+0,5       |  |  | Tetsuya Mitani   | Tetsuya Mitani   | B+R            |  |            |            |            |            |  |  |        |        |        |
|  | Kenichi Mochizuki  | Kenichi Mochizuki  |             |  |  |                  |                  |                |  |            | Naoki Hane | Naoki Hane | W+R        |  |  |        |        |        |
|  | Yuta Iyama         | Yuta Iyama         | B+6,5       |  |  |                  | Yuta Iyama       | Yuta Iyama     |  |            |            |            |            |  |  |        |        |        |
|  | Toshiya Imamura    | Toshiya Imamura    |             |  |  | Yuta Iyama       | Yuta Iyama       | W+R            |  |            |            |            |            |  |  |        |        |        |
|  | Takehisa Matsumoto | Takehisa Matsumoto |             |  |  | Yasuhiro Nakano  | Yasuhiro Nakano  |                |  |            |            |            |            |  |  |        |        |        |
|  | Yasuhiro Nakano    | Yasuhiro Nakano    | B+R         |  |  |                  |                  |                |  | Yuta Iyama | Yuta Iyama | W+R        |            |  |  |        |        |        |
|  | Hiroshi Yamashiro  | Hiroshi Yamashiro  |             |  |  |                  | Kimio Yamada     | Kimio Yamada   |  |            |            |            |            |  |  |        |        |        |
|  | Keigo Yamashita    | Keigo Yamashita    | W+4,5       |  |  | Keigo Yamashita  | Keigo Yamashita  |                |  |            |            |            |            |  |  |        |        |        |
|  | Kimio Yamada       | Kimio Yamada       | W+R         |  |  | Kimio Yamada     | Kimio Yamada     | W+R            |  |            |            |            |            |  |  |        |        |        |
|  | Rin Kono           |                    |             |  |  |                  |                  |                |  |            |            |            |            |  |  |        |        |        |

### Finale
La finale è una sfida al meglio delle cinque partite.